# Luciogobius martellii
Luciogobius martellii är en fiskart som beskrevs av Di Caporiacco, 1948. Luciogobius martellii ingår i släktet Luciogobius och familjen smörbultsfiskar. Inga underarter finns listade i Catalogue of Life.